# Paradyż (gmina)
Paradyż (do 1954 gmina Wielka Wola) – gmina wiejska w województwie łódzkim, w powiecie opoczyńskim. W latach 1975–1998 gmina położona była w województwie piotrkowskim.
Siedziba gminy to Paradyż.
Według danych z 31 grudnia 2007 gminę zamieszkiwały 4434 osoby. Natomiast według danych z 31 grudnia 2019 roku gminę zamieszkiwały 4354 osoby.
Przez gminę przebiega droga krajowa nr 74.

## Struktura powierzchni
Według danych z roku 2007 gmina Paradyż ma obszar 81,39 km², w tym:
- użytki rolne: 78%
- użytki leśne: 16%

Gmina stanowi 7,82% powierzchni powiatu opoczyńskiego.

## Demografia

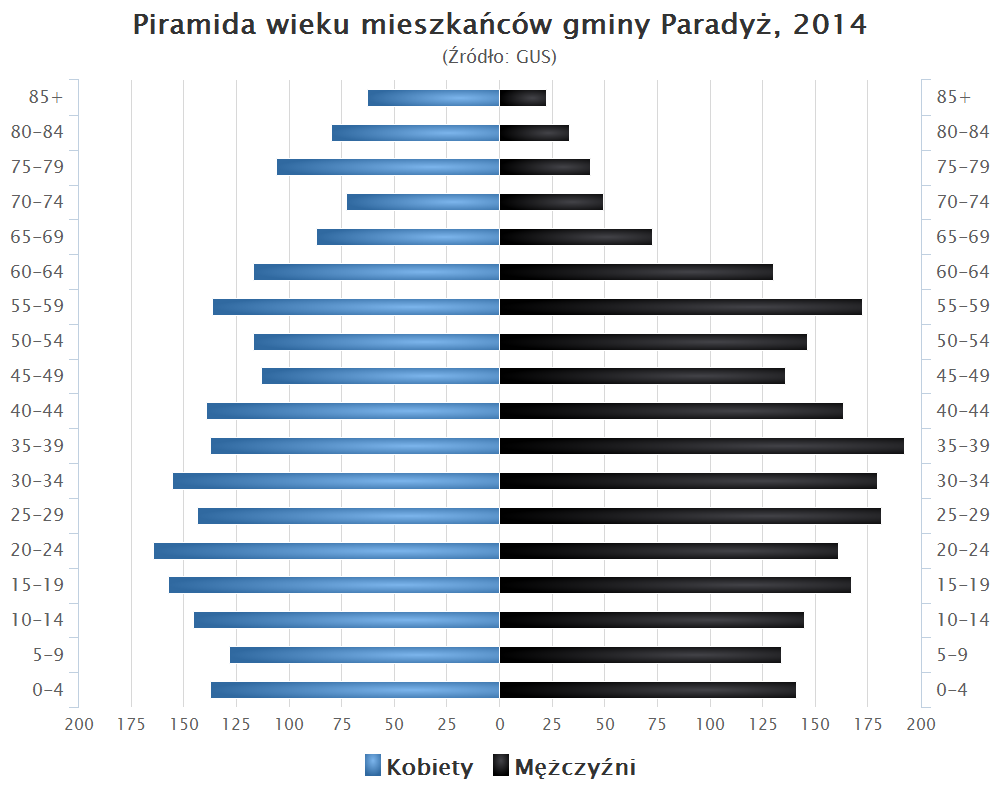
Piramida wieku mieszkańców gminy Paradyż w 2014 roku

Dane z 31 grudnia 2007:
| Opis                              | Ogółem | Ogółem | Kobiety | Kobiety | Mężczyźni | Mężczyźni |
| --------------------------------- | ------ | ------ | ------- | ------- | --------- | --------- |
| jednostka                         | osób   | %      | osób    | %       | osób      | %         |
| populacja                         | 4434   | 100    | 2209    | 49,8    | 2225      | 50,2      |
| gęstość zaludnienia (mieszk./km²) | 54     | 54     | 27      | 27      | 27        | 27        |

## Miejscowości na terenie gminy

### Sołectwa
Adamów, Alfonsów, Bogusławy, Daleszewice, Dorobna Wola, Feliksów, Grzymałów, Honoratów, Irenów, Joaniów, Kazimierzów, Krasik, Mariampol, Paradyż, Podgaj, Popławy-Kolonia, Przyłęk, Solec, Stanisławów, Stawowice, Stawowice-Kolonia, Stawowiczki, Sylwerynów, Wielka Wola, Wójcin, Wójcin A, Wójcin B.

### Pozostałe miejscowości
Dąbrówka, Kłopotów, Sokołów, Stasin

## Sąsiednie gminy
Aleksandrów, Białaczów, Mniszków, Sławno, Żarnów.